# Gare de Saint-Denis-des-Murs
La gare de Saint-Denis-des-Murs est une gare ferroviaire française de la ligne du Palais à Eygurande - Merlines, située sur le territoire de la commune de Saint-Denis-des-Murs dans le département de la Haute-Vienne en région Nouvelle-Aquitaine.
C'est une halte voyageurs "de pleine ligne" de la Société nationale des chemins de fer français (SNCF) desservie par des trains  TER Nouvelle-Aquitaine.

## Situation ferroviaire
Établie à 276 mètres d'altitude, la gare de pleine ligne est située au point kilométrique (PK) 415,136 de ligne du Palais à Eygurande - Merlines, entre les gares ouvertes de Saint-Léonard-de-Noblat et de Châteauneuf - Bujaleuf.

## Histoire
La gare fut construite pendant les travaux de construction de la ligne, qui permettait à partir de Limoges de rejoindre Eymoutiers dans une première phase. Les travaux durèrent 4 ans entre 1876 et le 31 décembre 1880 la ligne fut inaugurée. La deuxième phase fut entreprise pour rejoindre Meymac et enfin Ussel en Corrèze.
Le bâtiment voyageurs est utilisé comme maison d'habitation.

## Service des voyageurs

### Accueil
La gare étant fermée, c'est une halte SNCF « de pleine ligne » (pas de voie d'évitement), point d'arrêt non géré (PANG), à accès libre au quai de la voie unique. 
En 2022, selon les estimations de la SNCF, la fréquentation annuelle de la gare était de 3 137 voyageurs et de 5 419 voyageurs en 2023.

### Desserte
Saint-Denis-des-Murs est desservie par les trains TER Nouvelle-Aquitaine de la relation Limoges-Bénédictins - Ussel ou Eymoutiers-Vassivière (ligne L26). À Ussel une correspondance en autocars permet de rejoindre la gare de Clermont-Ferrand.

### Intermodalité
Un parking pour les véhicules y est aménagé.